# Restaurazione Manciù
La restaurazione Manciù, del luglio 1917, fu un tentativo di reinstaurare la monarchia in Cina, fatto dal generale Zhang Xun, il cui esercito prese Pechino e brevemente reinstallò sul trono l'ultimo imperatore della dinastia Qing, Pu Yi, che aveva abdicato nel 1912 dopo la rivoluzione Xinhai guidata da Sun Yat-sen. Questo regno durò solo pochi giorni, dal 1º luglio al 12 luglio, e fu rapidamente dissolto dalle truppe repubblicane. Nonostante il nome popolare della rivolta ("Restaurazione Manciù"), quasi tutti i golpisti reazionari erano di etnia Han cinese.

## Antefatto
Lo scontro tra il presidente Li Yuanhong e il presidente del consiglio della Repubblica di Cina, Duan Qirui, sulla opportunità di unirsi agli alleati europei nella prima guerra mondiale e dichiarare guerra alla Germania, portò a disordini politici a Pechino nella primavera del 1917.
I governatori militari lasciarono Pechino dopo le dimissioni di Duan Qirui da presidente del governo. Si radunarono a Tianjin invitando le truppe delle province a ribellarsi contro Li e a prendere la capitale, nonostante l'opposizione della marina e delle province meridionali. In risposta, il 7 giugno 1917, Li richiese che il generale Zhang Xun mediasse la situazione. Il generale Zhang chiese lo scioglimento del parlamento, che Li considerò incostituzionale.

## Restaurazione
La mattina del 1º luglio 1917, il generale monarchico Zhang Xun approfittò dei disordini ed entrò nella capitale, alle 4 del mattino con un piccolo gruppo di cortigiani, proclamando la restaurazione di Pu Yi come Imperatore della Cina e restaurando di fatto la dinastia Qing che era caduta il 12 febbraio 1912. La polizia della capitale presto si sottomise al nuovo governo. Il generale Xu pubblicò in seguito un editto di restaurazione che falsificava l'approvazione del presidente della repubblica, Li Yuanhong. Egli venne sostenuto anche da diversi altri funzionari, tra cui il generale di Pechino, Jiang Chaozong, l'ex ministro della guerra Qing, Wang Shizhen, il ministro degli affari civili Zhu Jiabao, e il diplomatico Xie Jieshi.
Nelle successive 48 ore, furono proclamati editti nel tentativo di sostenere la restaurazione, con grande stupore del popolo cinese. Il 3 luglio, Li fuggì dal palazzo presidenziale con due dei suoi aiutanti e si rifugiò nel distretto delle ambasciate, prima nella legazione francese e poi nell'ambasciata giapponese.
Prima di rifugiarsi nell'ambasciata giapponese, Li aveva preso alcune misure: lasciò il sigillo del presidente nel Palazzo Presidenziale, nominando il vice presidente Feng Guozhang come facente funzioni e ripristinando Duan Qirui come presidente del governo, nel tentativo di portarli dalla sua parte in difesa della repubblica.
Duan assunse immediatamente il comando delle truppe repubblicane di stanza nella vicina Tianjin. Il 5 luglio 1917, le sue truppe si impadronirono della ferrovia Pechino-Tianjin a 40 chilometri dalla capitale. Lo stesso giorno, il generale Zhang lasciò la capitale per incontrare i repubblicani, mentre le sue forze si erano ulteriormente rafforzate con truppe Manciù. Zhang si trovò di fronte a probabilità schiaccianti; quasi tutto l'esercito del Nord gli era contrario e fu costretto a ritirarsi dopo che le truppe repubblicane presero il controllo delle due linee ferroviarie principali verso la capitale.
Il nono giorno dalla restaurazione, il generale Zhang si dimise dalla sua carica, mantenendo solo il comando delle truppe della capitale, che erano circondate da preponderanti forze repubblicane. La corte imperiale restaurata preparò un editto di abdicazione di Pu Yi, ma temendo le forze monarchiche di Zhang, non osò proclamarlo. Quindi iniziò trattative segrete con le forze repubblicane per prevenire un assalto alla città, chiedendo anche alle legazioni straniere di mediare tra le parti. L'incertezza sul destino della corte imperiale e su quello del generale Zhang, fece sì che i negoziati fallissero. La mattina del 12 luglio i generali repubblicani annunciarono un assalto alle posizioni dei monarchici.
L'attacco iniziò il giorno successivo, con le truppe monarchiche trincerate sulle mura del Tempio del Cielo. Poco dopo l'inizio dei combattimenti, ripresero i negoziati, con la conseguenza che i realisti rinunciarono alle loro posizioni. Il generale Zhang, costernato, fuggì nel Quartiere delle Legazioni. Dopo la fuga del generale Zhang, le truppe monarchiche chiesero un cessate il fuoco, che fu immediatamente concesso.

## Conseguenze
La sconfitta militare delle truppe monarchiche lasciò la corte Qing e la famiglia imperiale in una posizione precaria con il governo repubblicano sospettoso di quel che rimaneva della dinastia Qing.
Il presidente Li rifiutò di tornare al suo posto, lasciando l'incarico nelle mani di Feng Guozhang. L'uscita di Li dalla leadership repubblicana permise a Duan di assumere il controllo del governo, e un mese dopo la riconquista della capitale, il 14 agosto 1917, la Cina dichiarò guerra alla Germania come Duan aveva originariamente desiderato, non avendo più l'opposizione di Li. Il ritiro di Li portò al rafforzamento delle cricche militari del nord della Cina e lasciò il governo centrale, già fratturato, nelle mani delle cricche di Zhili e Anhui dominate da Duan. L'indebolimento del governo centrale portò all'ulteriore frammentazione della Cina, nel periodo dei signori della guerra, e al governo rivale di Sun Yat-sen che guadagnò popolarità nel sud.